# أندريه ألميدا
أندريه غوميس ماغالهايس دي ألميدا (بالبرتغالية: André Gomes Magalhães de Almeida) وهو لاعب كُرة قدم برتغالي يلعب في مركز الوسط المدافع والدفاع ولد في يوم 10 سبتمبر 1990 في مدينة لشبونة في البرتغال ويلعب حالياً مع نادي بنفيكا وسبق له اللعب مع يو دي ليريا ونادي بيلينينشش ولعب في فترة الشباب مع ألفيركا وسبورتينغ لشبونة ولعب مع منتخب البرتغال لكرة القدم ومع منتخب البرتغال لفئات عمرية محددة ويبلغ طوله 185 سم.

## روابط خارجية
- أندريه ألميدا على موقع الاتحاد الدولي (مؤرشف)  (الإنجليزية)
- أندريه ألميدا على موقع الاتحاد الأوربي (الإنجليزية)
- أندريه ألميدا على موقع قاعدة بيانات كرة القدم.إي يو (الإنجليزية)
- أندريه ألميدا على موقع ناشيونال فوتبول تيمز (الإنجليزية)
- أندريه ألميدا على موقع Soccerbase.com (لاعب) (الإنجليزية)
- أندريه ألميدا على موقع Soccerway.com (الإنجليزية)
- أندريه ألميدا على موقع عالم كرة القدم.نت (الإنجليزية)
- أندريه ألميدا على موقع AS.com (الإسبانية)